# Teatro Comunale di Bologna
Teatro Comunale di Bologna er et operahus i Bologna og er et af de vigtigste operahuse i Italien. Der spilles typisk otte forskellige operaer hver sæson med seks opførelser af hver i løbet af sæsonen, der løber fra november til april.

## Operahuse i Bologna
Der har været operateatre i Bologna siden begyndelsen af det 17. århundrede, men de er enten blevet nedlagt eller er brændt ned. Fra tidligt i det 18. århundrede opførte Teatro Marsigli-Rossi datidens populære værker af operakomponister som Antonio Vivaldi, Gluck og Niccolò Piccinni. Teatro Malvezzi, der var bygget i 1651, brændte ned i februar 1745, hvilket førte til opførelsen af et nyt offentligt teater, Teatro Nuovo Publicco, som var starten på Teatro Comunale di Bologna.

## Opførelse og indvielse
Det skulle blive det første store operahus, som blev bygget for offentlige midler. Det ejedes således af kommunen. Imidlertid blev 35 af teatrets 99 loger solgt til private: Der var modsat datidens praksis ikke tale om egentligt salg, men blot om "retten til at leje i al evighed" i stedet for decideret ejerskab.
Teatret blev tegnet af arkitekten Antonio Galli Bibiena – som havde fået modstander blandt dem, der havde tabt konkurrence om tegne teatret. Det blev indviet den 14. maj 1763 med en opførelse af Glucks Il Trionfo di Clelia, en opera, som komponisten havde skrevet til lejligheden.

## Indretning
Tilskuerrummet er klokkeformet og består af fire etager med teaterloger og en særlig kongeloge samt et lille galleri med et loft, der er udsmykket, så det giver en illusion af, at der er åbent til himlen. Teatret er en muret bygning for at beskytte det bedre mod brand, men meget af bygningsarbejdet forblev ufuldendt, især facaden som ikke blev afsluttet før 1936. Også mange af de faciliteter bag scenen, som gør det muligt for præsentationerne af operaer var heller ikke færdige til åbningen og blev først afsluttet da et andet konkurrerende teater åbnede dørene i 1805.

## Opførelser
I det 19. århundrede opførte man tyve operaer af Gioacchino Rossini, mens syv af Vincenzo Bellinis ti operaer gik over scenen i 1830'erne. Værker af Giuseppe Verdi dominerede teatrets repertoire efterhånden, som århundredet skred frem. Teatret opførte den italienske premiere på Richard Wagners Lohengrin i 1871, som det også var tilfældet med flere andre af den tyske komponists værker. Han var selv til stede, da Rienzi blev førsteopført i Italien.
En anden stor personlighed, som forbindes med Teatro Comunale di Bologna er dirigenten Arturo Toscanini, som dirigerede Verdis Falstaff i 1894; han var aktiv på teatret indtil Anden Verdenskrig.
- Foto Paolo Monti, 1972

## Links
- Teatro Comunale di Bolognas hjemmeside Arkiveret 20. november 2008 hos  Wayback Machine

44°29′47″N 11°21′02″Ø / 44.49639°N 11.35056°Ø